# Ignacio Martín Solanas
Ignacio Martín Solanas (Logronyo, 10 de juliol de 1962) és un exfutbolista i entrenador riojà. Com a jugador ocupava la posició de defensa. És entrenador del U.D. Logroñés
Martín ha passat gairebé tota la seua carrera a les files del CD Logroñés. Com a jugador va disputar gairebé 200 partits en primera divisió amb els riojans, entre 1987 i 1994, sent una peça clau del Logroñés d'aquesta època, la més rellevant de la seua història. Es va retirar el 1995 al modest CD Calahorra.
Com a entrenador es va fer càrrec del CD Logroñes a la temporada 96/97, la darrera dels riojans a primera divisió. També va ser l'entrenador a l'any següent, en ambdós casos, com a substitut o en període intern entre dos entrenadors. A banda, també ha dirigit al Logroñés CF.